# Верхняя Бобровщина
Верхняя Бобровщина — опустевшая деревня в Даровском районе Кировской области в составе Даровского городского поселения.

## География
Находится на расстоянии примерно 13 км по прямой на восток-северо-восток от райцентра поселка  Даровской.

## История
Известна была с 1719 года как починок Бобровский  с  населением 40 душ мужского пола, в 1764 году здесь учли 85 жителей. В 1873 году здесь (починок Бобровской или Верхняя Бобровщина) было отмечено дворов 12 и жителей 83, в 1905 21 и 131, в 1926 (деревня Верхняя Бобровщина или Запижемский) 20 и 110, в 1950 16 и 50. В 1989 году жителей уже не было учтено.  Нынешнее название утвердилось с 1939 года.

## Население
Постоянное население  не было учтено как  в 2002 году, так и в 2010.